# Аппій Клавдій Красс Інрегілленс
Аппій Клавдій Красс Інрегілленс (лат. Appius Claudius P.f. Crassus Inregillensis; 400 до н. е. — 349 до н. е.) — політичний, державний і військовий діяч Римської республіки, консул 349 року до н. е., диктатор 362 року до н. е.

## Життєпис
Походив з патриціанського роду Клавдіїв. Син Аппія Клавдія Красса Інрегілленса, військового трибуна з консульською владою 403 року до н. е. Про його молоді роки залишилось мало відомостей.
У 368 році до н. е. Аппій Клавдій виголосив промову проти законопроєкту народних трибунів Ліцинія та Секстія про надання одного консульського місця плебеям.
Після поразки і загибелі консула Луція Генуція Авентинського у війні з герніками, у 362 році до н. е. був призначений диктатором й здобув перемогу, хоча і з великими втратами у власному війську.
У 349 році Клавдія було обрано консулом разом з Луцієм Фурієм Каміллом. Втім не встиг чогось суттєвого зробити на цій посаді, бо незабаром після обрання, під час підготовки до війни з галами помер.

## Родина
- Гай Клавдій Красс Інрегілленс, диктатор 337 року до н. е.